# Garencières
Garencières è un comune francese di 567 abitanti situato nel dipartimento dell'Eure nella regione della Normandia.

## Storia

### Simboli
Lo stemma del comune è stato adottato il 1º agosto 2010.
Il fiore di robbia (garance in francese) ricorda il nome di Garencières.

## Società

### Evoluzione demografica
Abitanti censiti